# Modugno
Modugno is een gemeente in de Italiaanse provincie Bari (regio Apulië) en telt 37.036 inwoners (31-12-2004). De oppervlakte bedraagt 31,9 km², de bevolkingsdichtheid is 1161 inwoners per km².

## Demografie
Modugno telt ongeveer 12162 huishoudens. Het aantal inwoners daalde in de periode 1991-2001 met 2,9% volgens cijfers uit de tienjaarlijkse volkstellingen van ISTAT.
| Jaar | Inwoneraantal |
| ---- | ------------- |
| 1991 | 37.056        |
| 2001 | 35.980        |

## Geografie
De gemeente ligt op ongeveer 79 meter boven zeeniveau.
Modugno grenst aan de volgende gemeenten: Bari, Bitetto, Bitonto, Bitritto.